# Cementiri visigòtic d'Estagell
El cementiri visigòtic d'Estagell és un agrupament de més de dues-centes tombes datades dels segles v i vi, que inclou elements visigòtics.
Està situat en el poble rossellonès d'Estagell (Catalunya del Nord), al sud-oest del nucli urbà, en un indret anomenat Les Tombes, al sud-est de la Ruta de Montner, al nord-oest del carrer d'Edmond Michelet i al nord-est del Còrrec del Llinars.
És classificat com a monument històric des del 2005. Les tombes són formades per cinc lloses d'esquist soterrades, sovint amb una altra llosa monolítica que fa de coberta. Els aixovars trobats són pobres, sense riquesa ni armes, però interessant per a l'estudi de la població rural de la Narbonesa en aquella època. Presenta moltes semblances amb els cementiris contemporanis de la península Ibèrica.